# Automeris boops
Automeris boops är en fjärilsart som beskrevs av Felder 1874. Automeris boops ingår i släktet Automeris och familjen påfågelsspinnare. Inga underarter finns listade i Catalogue of Life.